# フィリップ・セトン
フィリップ・セトン（フランス語: Philippe Setton、1966年1月12日 - ）は、フランスの外交官。パリ出身。パリ第4大学（現・ソルボンヌ大学）、パリ政治学院、国立行政学院で修学した後、外務省に入省。本省およびヨーロッパ各地の在外公館における要職を経て、2020年より駐日大使を務めている（9月30日に拝命、11月27日に信任状捧呈）。既婚で2児の父。

## 学歴
パリ第4大学（現・ソルボンヌ大学）で歴史学を専攻しパリ政治学院で政治学を修める。その後、国立行政学院に入学して1994年に卒業。

## 外交経歴
フランス外務省入省後、1996年から1999年にかけて在イタリアフランス大使館一等書記官として、1999年から2004年にかけて欧州連合（EU）フランス政府代表部参事官として在外勤務。
帰国後はパリの本省で、2004年から2006年にかけて欧州協力局総務・EU将来部長、2006年から2009年にかけて同局EU域内務部長、2009年から2013年にかけて欧州連合局EU域内政策・制度問題部長を歴任。
2013年から2016年にかけて、政治・安全保障委員会（COPS／PSC）フランス政府代表部大使としてブリュッセルで在外勤務。
2016年から2020年にかけて欧州局長として本省勤務。
2020年9月30日、同日付けのデクレにより次期駐日大使に任命される。同年11月27日、皇居で天皇に信任状を捧呈して駐日大使に就任。